# Кацуура (Токусіма)

Кацуу́ра (яп. 勝浦町, かつうらちょう, МФА: [kat͡suːɾa t͡ɕoː]?) — містечко в Японії, в повіті Кацуура префектури Токусіма.  Отримало статус містечка 1955 року. Площа становить 69,80 км². Станом на 1 серпня 2012 року населення складало 5552  осіб, густота населення — 79,5 осіб/км².   